# Acritus lamberti
Acritus lamberti är en skalbaggsart som beskrevs av Yves Gomy 1994. Acritus lamberti ingår i släktet Acritus och familjen stumpbaggar. Inga underarter finns listade i Catalogue of Life.